# Скорпіоній завитий
Скорпіоній завитий (Scorpiurium circinatum) — вид мохів порядку гіпнобрієвих (Hypnales).

## Поширення
Ареал охоплює такі частини світу: Європа, Північна Африка, Північна Америка, Південна Америка.